# 菲隆当 (朗德省)
菲隆当（法語：Philondenx）是法国朗德省的一个市镇，属于蒙德马桑区（Mont-de-Marsan）若恩县（Geaune）。该市镇总面积9.66平方公里，2009年时的人口为213人。

## 人口
菲隆当人口变化图示